# Museu Real de Tanques (Jordânia)
O Museu Real de Tanques (em árabe: متحف الدبابات الملكي, translit. Muthaf Aldabaabat Almalakii) é um museu de tanques em Amã, na Jordânia. Localizado próximo ao Parque Rei Abdullah II em Al Muqabalain, o museu foi criado em 2007 por ordem do Rei Abdullah. Cada salão apresenta uma perspectiva diferente de máquinas e cenários e conta com cerca de 120 veículos blindados, muitos dos quais são históricos e foram usados nas guerras e batalhas da Jordânia.
O museu foi inaugurado em 29 de janeiro de 2018, numa cerimónia liderada por Sua Majestade o Rei Abdullah II da Jordânia. É o primeiro museu de blindados do mundo árabe.

## Espaço

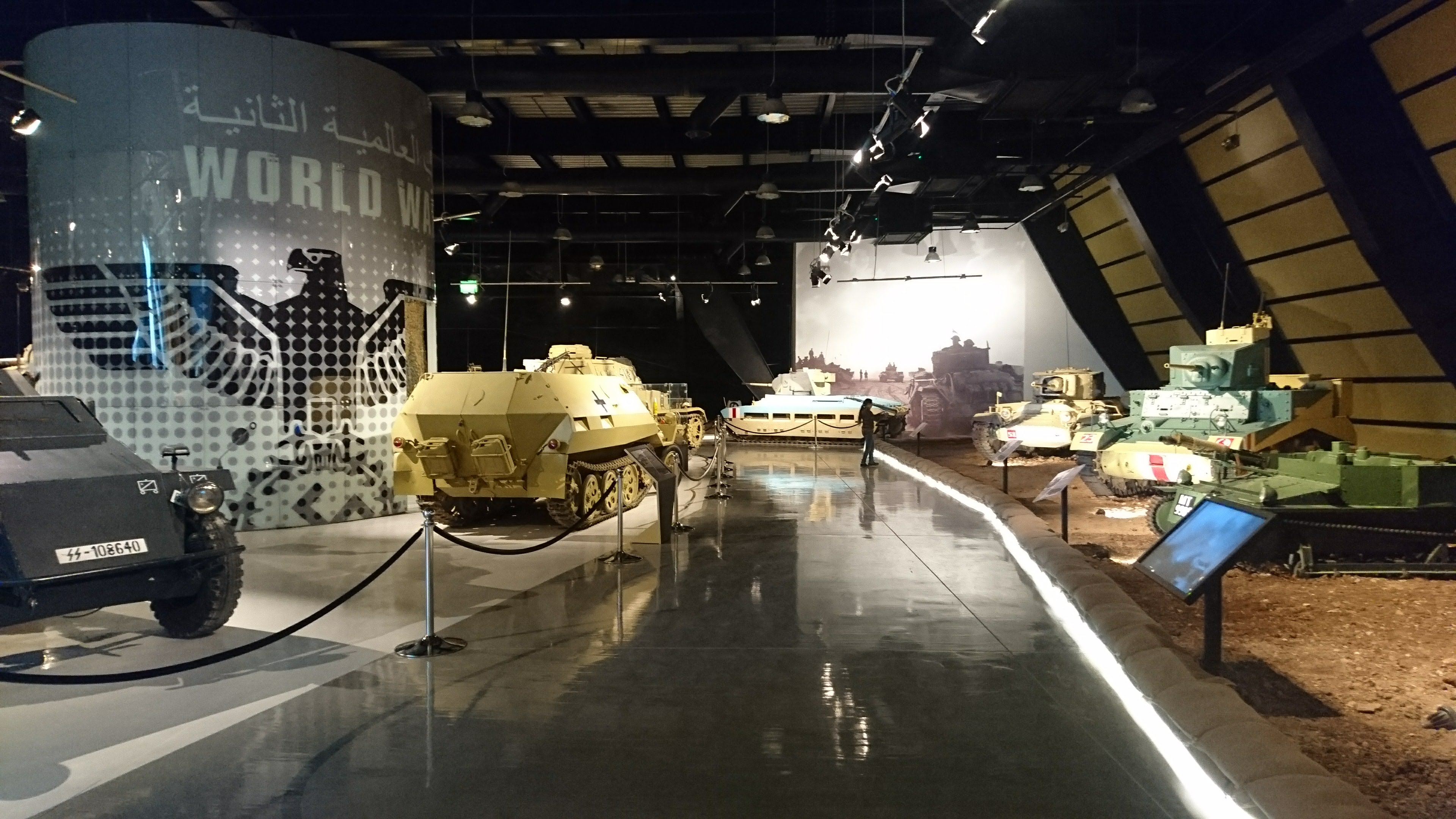
Interior do Museu.

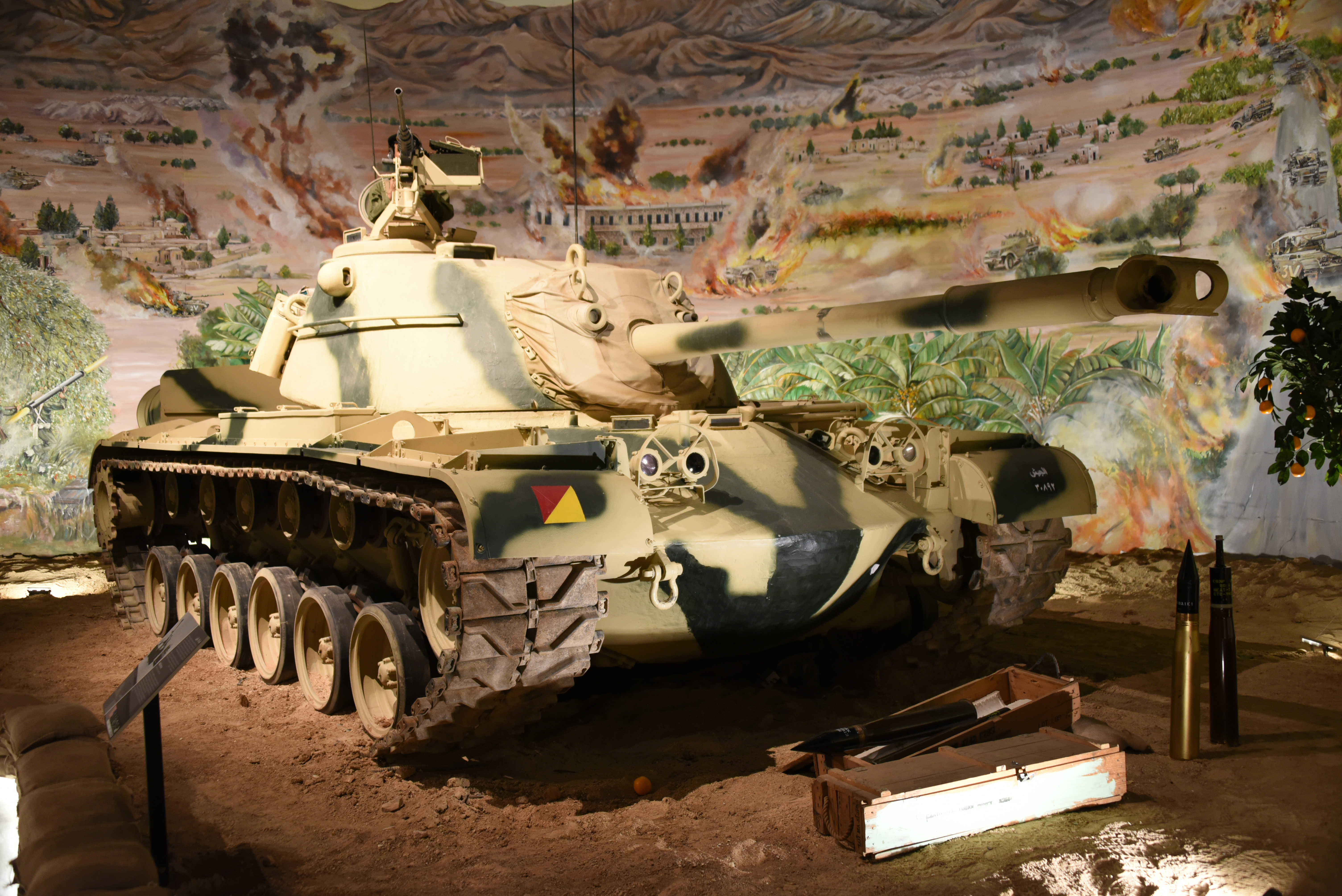
Um M48 Patton nas cores do Exército Real Jordaniano.

A área construída é de aproximadamente 20.000 metros quadrados, tornando-o o maior museu da Jordânia; tendo sido projetado pelo arquiteto jordaniano Zaid Daoud. Inclui cerca de 120 veículos blindados jordanianos, árabes e estrangeiros exibidos em 15 salas em ordem cronológica, grande parte dos quais são de fabricação americana, britânica, soviética e alemã; além de um salão dedicado às indústrias militares locais. O museu inclui itens colecionáveis originais, restaurados e raros que mostram a história do desenvolvimento desses veículos militares desde 1915.
Uma grande parte do espaço do museu é dedicada à herança militar jordaniana, exibindo veículos militares que foram usados na Jordânia e na região. Estas exposições mostram o impacto que as guerras tiveram nas transformações testemunhadas na história da Jordânia, proporcionando uma experiência educativa e interativa aos visitantes utilizando tecnologias visuais e auditivas. Além das exposições permanentes e fixas, o museu disponibiliza um programa de exposição de tanques e veículos blindados na pista exterior perante o público, uma vez que a área do terreno do museu e praças ao redor é de 100 mil metros quadrados. O museu está localizado próximo ao Parque Rei Abdullah II em Al Mugableen.
A construção e equipamento do museu demorou cerca de dez anos e dispõe de um Conselho de Curadores cujos membros incluem diversas entidades, incluindo o Município da Grande Amã, o Escritório de Design e Desenvolvimento da Jordânia (JODDB), as Forças Especiais Reais, além do Museu Real do Automóvel e outros. O museu disponibiliza uma exposição de direção em realidade virtual, criada por fotografia em 360 graus, onde os visitantes podem dirigir tanques e atirar durante simulações batalhas de tanques.

## História
O Museu Real de Tanques foi criado depois que a Jordânia testemunhou recentemente uma grande mudança na qualidade, tamanho e especialização dos museus. Desde 1977, existia apenas um museu militar na Jordânia especializado na história militar jordaniana, o Museu Monumento dos Mártires, localizado na Cidade dos Esportes, em Amã, exibindo veículos e armas militares em ordem cronológica. O Museu Real de Tanques é o primeiro do seu tipo no mundo árabe, e o segundo no Oriente Médio, após o Museu de Yad La-Shiryon em Israel.
A ideia de estabelecer este museu remonta a 2002, quando foi inicialmente programado para ser na cidade de Aqaba, no sul da Jordânia, especificamente na parte adjacente ao porto de Aqaba, onde muitos veículos militares eram mantidos em armazéns; mas o local de construção do edifício foi posteriormente alterado para ser na parte oriental da capital, Amã, depois que o Município da Grande Amã contribuiu com a cedência do terreno para o projeto, com uma área disponível de 100 mil metros quadrados. A construção começou após a emissão de um decreto real oficial em 2007. Demorou mais de dez anos, pois o edifício foi inaugurado pelo rei Abdullah II da Jordânia em 29 de janeiro de 2018, como parte das celebrações do centenário da Grande Revolta Árabe e do 50º aniversário da Batalha de al-Karama.
O objetivo da criação do museu era preservar os tanques, mecanismos e veículos blindados pertencentes às Forças Armadas da Jordânia e outros patrimônios militares mundiais e exibi-los aos visitantes. O número da unidade do exército de cada tanque e sua cor original foram preservados, e o exército atribuiu a cada tanque a sua cor original e as secções interiores foram restauradas. A restauração dos tanques ficou sob a supervisão do Conselho de Curadores do museu e do Departamento de Patrimônio da Jordânia, com a ajuda de especialistas internacionais. Os museus de tanques do mundo apoiaram o empreendimento. O Museu de Tanques de Bovington e o Museu Imperial da Guerra britânicos forneceram consultoria curatorial. Museus na República Tcheca e na França trocaram tanques por tanques jordanianos.
Os curadores coletaram veículos blindados que serviram nos conflitos entre Israel e seus vizinhos árabes, bem como tanques de ambos os lados da Guerra Irã-Iraque. Outras contribuições vieram de lugares distantes, como Azerbaijão, Marrocos, Taiwan e Brunei. A maioria dos tanques do museu foi feita nos Estados Unidos, refletindo a aliança de longa data da Jordânia com Washington. Algumas peças foram adquiridas de forma indireta, incluindo um Panzer alemão da Segunda Guerra Mundial. Os sírios compraram o tanque na década de 1950 da Tchecoslováquia e o usaram contra Israel, sendo depois presenteado à Jordânia em 2009. Um estêncil de suástica em palmeira o marca como parte da frota do Afrikakorps do Marechal Erwin Rommel. O Panzer 38(t) Ausf. F na coleção foi reconstruído por Steve Lamonby no Reino Unido e colocado em condições de uso. A torre é da Noruega e o casco da Hungria, enquanto o motor e outras peças internas vieram da Suécia. Os tanques exibidos são complementados com réplicas em tamanho real de soldados equipando as torres e alto-falantes recriando tiros, rugidos de motores a diesel e discursos patrióticos inflamados.
O Museu Real de Tanques também ilustra a história da Jordânia. A Grande Revolta Árabe de 1917 teve como um de seus líderes Abdullah I, avô do atual monarca e eventual fundador do Reino Hachemita da Jordânia. A tropas árabes irregulares apoiadas pela Grã-Bretanha travaram uma campanha de guerrilha contra o Império Otomano, aliado da Alemanha na Primeira Guerra Mundial. Um carro blindado Rolls-Royce usado pelo Príncipe Faisal na revolta gira em um estrado no museu diante de um mural de guerreiros árabes a cavalo, incluindo um manequim em tamanho real.